# Holland Boys Choir
Der Holland Boys Choir war ein niederländischer Jungenchor, der 1984 von dem niederländischen Dirigenten und Bach-Fachmann Pieter Jan Leusink als Stadsknapenkoor Elburg gegründet wurde. Leusink gab ab 2016 bei Aufführungen von Barock-Musik den Knabenchor zugunsten eines gemischten Erwachsenenchores auf.
Der Chor war in der mittelalterlichen St. Nikolauskirche in der niederländischen Kleinstadt Elburg angesiedelt. Er pflegte musikalisch einen eigenen Stil, der sich an der englischen Chortradition orientierte. Leusinks ursprüngliches Ziel war es, die Musik Johann Sebastian Bachs soweit als sinnvoll möglich allein mit Männer- und Jungenstimmen aufzuführen. Dieses Ziel änderte er um 2016 und führte ab dann Bachs Musik mit einem gemischten Erwachsenenchor auf.
Der Knabenchor trat regelmäßig im niederländischen Rundfunk und Fernsehen auf. Der Chor hatte zahlreiche CDs und DVDs aufgenommen. Aufgrund der CD-Einspielungen von Bachs Matthäus-Passion (BWV 244) und der 60 CDS umfassenden Einspielung aller Bach-Kirchenkantaten zusammen mit dem Netherlands Bach Collegium erlangte der Chor auch internationale Bekanntheit.
Der Chor führte in jährlich wiederkehrenden Konzertreihen die Matthäuspassion von Bach auf. Er gab jährlich eine öffentliche Sommer- und eine Weihnachtskonzertreihe. Er trat häufig mit den Pianisten Jan Vayne und Louis van Dijk auf. Der Chor absolvierte Konzertreisen nach Frankreich (Paris, Notre Dame), England (Große Kathedralen-Tour und St. Martin-in-the-Fields) und Lettland (Dom in Riga). Der Chor durfte auch vor Königin Beatrix der Niederlande auftreten.